# Tetracarbonilbis(ciclopentadienil)diferro
Il tetracarbonilbis(ciclopentadienil)diferro o dicarbonilciclopentadienilferro dimero è il composto organometallico di formula (η5-C5H5)2Fe2(CO)4, normalmente abbreviato come Cp2Fe2(CO)4, e talvolta anche come Fp2. In condizioni normali è un solido cristallino rosso porpora scuro, insolubile ma stabile in acqua. Risulta invece facilmente solubile in solventi organici moderatamente polari come cloroformio e piridina, e poco solubile in tetracloruro di carbonio e disolfuro di carbonio. Cp2Fe2(CO)4 è disponibile in commercio ed è usato come precursore di altri composti organometallici del ferro.

## Struttura
In soluzione Cp2Fe2(CO)4 può essere considerato un complesso half sandwich dimero. Esiste in tre forme isomere: cis, trans, e senza leganti a ponte. I tre isomeri differiscono per la disposizione dei leganti. Le forme cis e trans hanno entrambe due leganti CO terminali e due CO a ponte tra i due atomi di ferro, ma differiscono per la posizione cis e trans dei due leganti Cp. Nella figura a fianco è illustrato il modello a sfere e bastoncini dell'isomero trans. Nella terza forma non ci sono leganti CO a ponte e gli atomi di ferro sono tenuti assieme solo da un legame Fe–Fe (vedi schema di struttura nella figura più in alto). Gli isomeri cis e trans sono più abbondanti. 
In soluzione i tre isomeri hanno un comportamento flussionale, cioè si interconvertono rapidamente. Il processo flussionale di Cp2Fe2(CO)4 è abbastanza veloce da dar luogo ad un solo segnale mediato in misure di spettroscopia NMR al protone. Tuttavia, questo processo flussionale non è abbastanza veloce da non essere risolto in spettroscopia IR, che permette di osservare tre bande di assorbimento per ciascun isomero. Le bande νco dei leganti CO a ponte sono a circa 1780 cm–1, mentre quelle dei CO terminali sono a circa 1980 cm–1.
Allo stato solido la struttura molecolare degli isomeri cis e trans è stata determinata sia tramite diffrazione dei raggi X che tramite diffrazione neutronica. Stranamente, gli isomeri cis e trans hanno la stessa distanza Fe–Fe e identiche distanze Fe–C nel romboide Fe2C2, anche se nell'isomero trans il ciclo a quattro termini Fe2C2 è perfettamente planare, mentre nell'isomero cis il romboide è piegato con un angolo di 164°. Nell'isomero trans si osservano inoltre significative distorsioni dell'anello Cp dovute a diverse popolazioni degli orbitali del Cp.

## Sintesi
Cp2Fe2(CO)4 fu isolato per la prima volta come intermedio nella sintesi del ferrocene a partire da ferro pentacarbonile e diciclopentadiene, e da allora è stato osservato come sottoprodotto di molte reazioni organometalliche coinvolgenti il ferro. Cp2Fe2(CO)4 si sintetizza facendo reagire ferrocene, Fe(CO)5, e diciclopentadiene, C10H12:
2Fe(CO)5 + C10H12 → Cp2Fe2(CO)4 + 6CO + H2
La reazione si può condurre per via termica o per via fotochimica. Inizialmente il diciclopentadiene si scinde formando ciclopentadiene, che poi reagisce con Fe(CO)5, con concomitante perdita di CO. Successivamente i percorsi di reazione termico e fotochimico differiscono leggermente, ma entrambi passano attraverso un intermedio idrurico:

## Reattività
Cp2Fe2(CO)4 è disponibile in commercio ed è usato come precursore di altri composti organometallici del ferro, passando attraverso le forme ridotte od ossidate.

### Riduzioni
Specie ridotte contengono formalmente l'anione [CpFe(CO)2]–, a volte abbreviato con Fp–, che si ottiene per rottura riduttiva di Cp2Fe2(CO)4. Si tratta di specie covalenti; non c'è prova dell'esistenza della specie libera [CpFe(CO)2]–. Riducenti tipici sono sodio metallico o amalgama di sodio; sono stati usati anche trialchilboroidruri dei metalli alcalini e lega NaK. [CpFe(CO)2]Na è un reagente molto studiato perché per trattamento con un opportuno elettrofilo può essere facilmente alchilato, acilato, o metallato. 
Cp2Fe2(CO)4 + Na/Hg → 2[CpFe(CO)2]Na
Cp2Fe2(CO)4  + 2KBH(C2H5)3 → 2CpFe(CO)2K  +  H2  +  2B(C2H5)3
Trattando [CpFe(CO)2]K con un alogenuro alchilico (RX = Br, I) si ottiene CpFe(CO)2R:
[CpFe(CO)2]K + CH3I → CpFe(CO)2CH3  +  KI

### Ossidazioni
La specie ossidata [CpFe(CO)2]+, a volte abbreviata con Fp+, si ottiene per ossidazione con cloro, bromo e iodio, che rompono il legame Fe–Fe di Cp2Fe2(CO)4. Ad esempio:
Cp2Fe2(CO)4 + Br2 → 2CpFe(CO)2Br

## Sicurezza
Cp2Fe2(CO)4 è un prodotto infiammabile, tossico per inalazione, per contatto con la pelle e per ingestione. Non ci sono dati sulle sue eventuali proprietà cancerogene.